# Everniopsis
Everniopsis — рід грибів родини Parmeliaceae. Назва вперше опублікована 1860 року.

## Класифікація
До роду Everniopsis відносять 3 види:
- Everniopsis americana
- Everniopsis pseudoreticulata
- Everniopsis trulla